# 特洛伊鎮區 (密歇根州)
特洛伊鎮區（英語：Troy Township）是位於美國密歇根州紐威哥縣的一個行政鎮區。

## 地方資料
特洛伊鎮區的面積為93.90平方千米，當中陸地面積為93.70平方千米，而水域面積為0.20平方千米。根據2020年美國人口普查的數據，當地共有人口254人，而人口密度為每平方千米2.71人。